# Uparte dziecko
Uparte dziecko (Das eigensinnige Kind) – baśń opublikowana przez  braci Grimm w 1815 roku w zbiorze ich  Baśni (tom 2, nr 117). 

## Treść[1]
Baśń opowiada historię dziecka, które nie słuchało swoich rodziców. Pan Bóg zesłał na nie za karę ciężką chorobę. Lekarze byli bezradni i dziecko wkrótce zmarło. Kiedy złożono je do grobu i zasypano ziemią, jego rączka wyciągnęła się w górę i sterczała nad mogiłą. Próbowano ją wepchnąć z powrotem do grobu, ale się nie udawało. Wtedy matka przyszła z rózgą i zbiła dziecko po ręce. Wtedy rączka się schowała i leżała już spokojnie pod ziemią.